# Álbuns número um na Dance/Electronic Albums em 2012

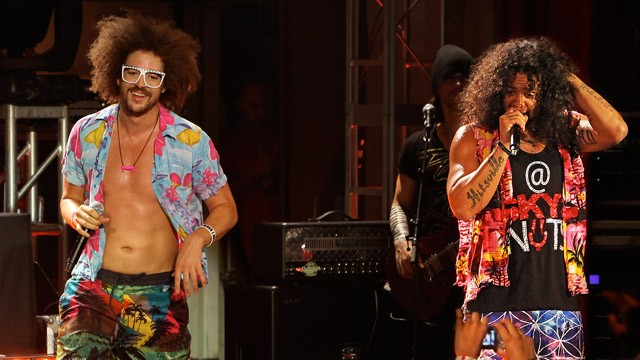
Sorry for Party Rocking da dupla estadunidense LMFAO permaneceu treze semanas não-consecutivas no topo da parada, posicionando-se como o disco mais vendido de 2012.

Este anexo lista os álbuns que alcançaram a primeira posição na Dance/Electronic Albums no ano de 2012. A tabela é publicada semanalmente pela revista Billboard e classifica as vendas físicas e digitais dos discos de música eletrônica e dance nos Estados Unidos a partir de dados recolhidos pela Nielsen SoundScan.
Em 2012, dezessete discos atingiram o topo da parada em cinquenta e duas edições. Sorry for Party Rocking (2011) da dupla estadunidense LMFAO foi o primeiro número um do ano, e o que permaneceu mais tempo no topo do periódico, por treze edições não-consecutivas, sendo também o disco mais vendido de 2012 na tabela. Finalizando o ciclo do ano com Wild Ones (2012) do rapper compatriota Flo Rida. O disc jockey (DJ) holandês Tiësto foi o único artista a posicionar mais de um disco no cume da classificação em 2012, com seus dois trabalhos Club Life: Volume Two Miami e Dance (RED) Save Lives: Presented by Tiësto.
Outros discos a permanecerem longo período no primeiro posto foram: Bangarang (2011) de Skrillex, por dez semanas não-consecutivas; Wild Ones de Flo Rida, por cinco semanas não-consecutivas; MDNA (2012) de Madonna e Album Title Goes Here (2012) de deadmau5, por quatro semanas e Master of My Make-Believe (2012) de Santigold, a coletânea musical Now That's What I Call Party Anthems (2012), 18 Months (2012) de Calvin Harris e Dance (RED) Save Lives: Presented by Tiësto (2012) de Tiësto, por outras duas edições.

## Histórico

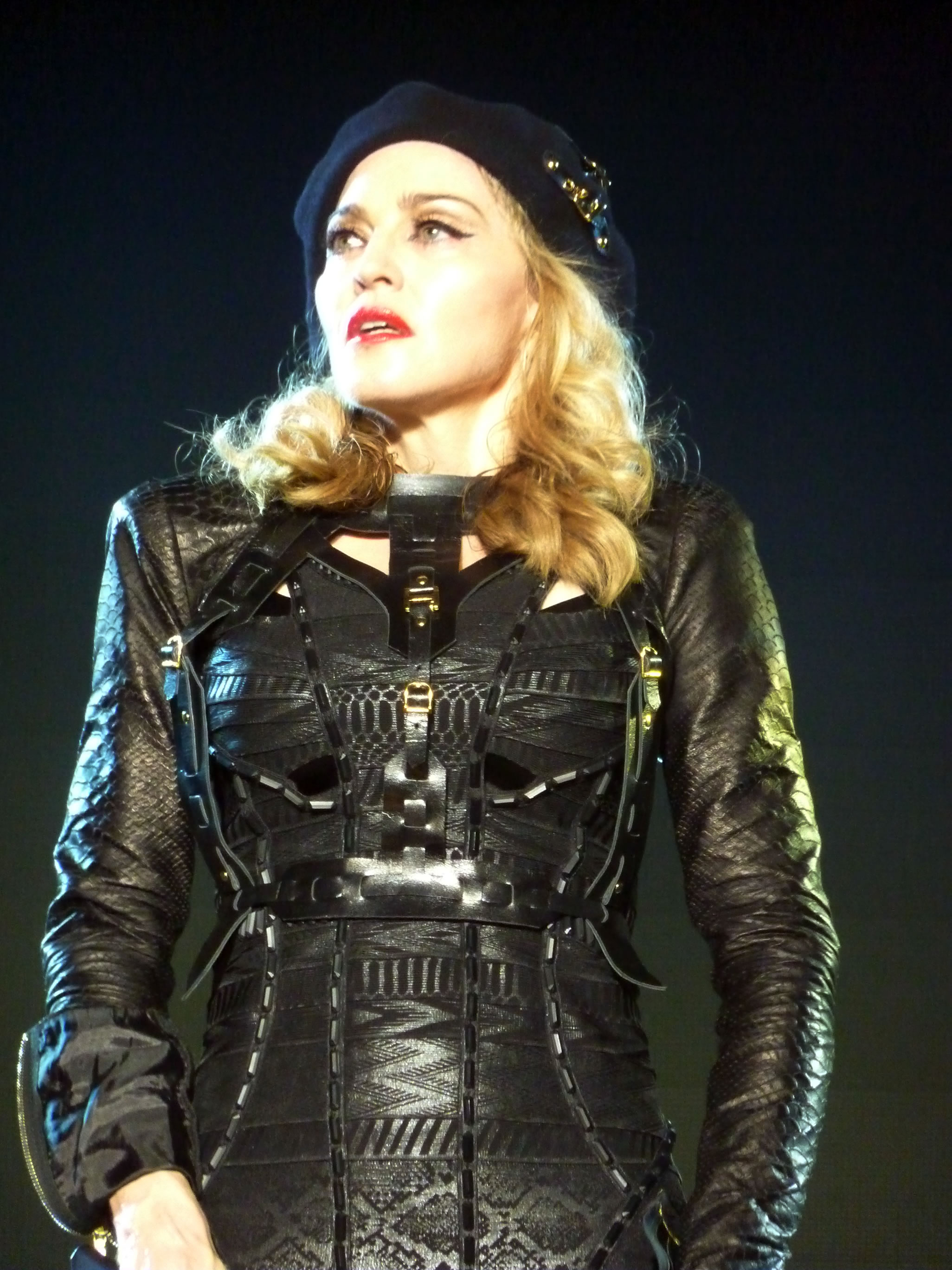
A cantora Madonna estreou e ocupou por quatro semanas a primeira colocação da tabela com seu décimo segundo álbum de estúdio MDNA, listando-se como o segundo mais vendido do ano.

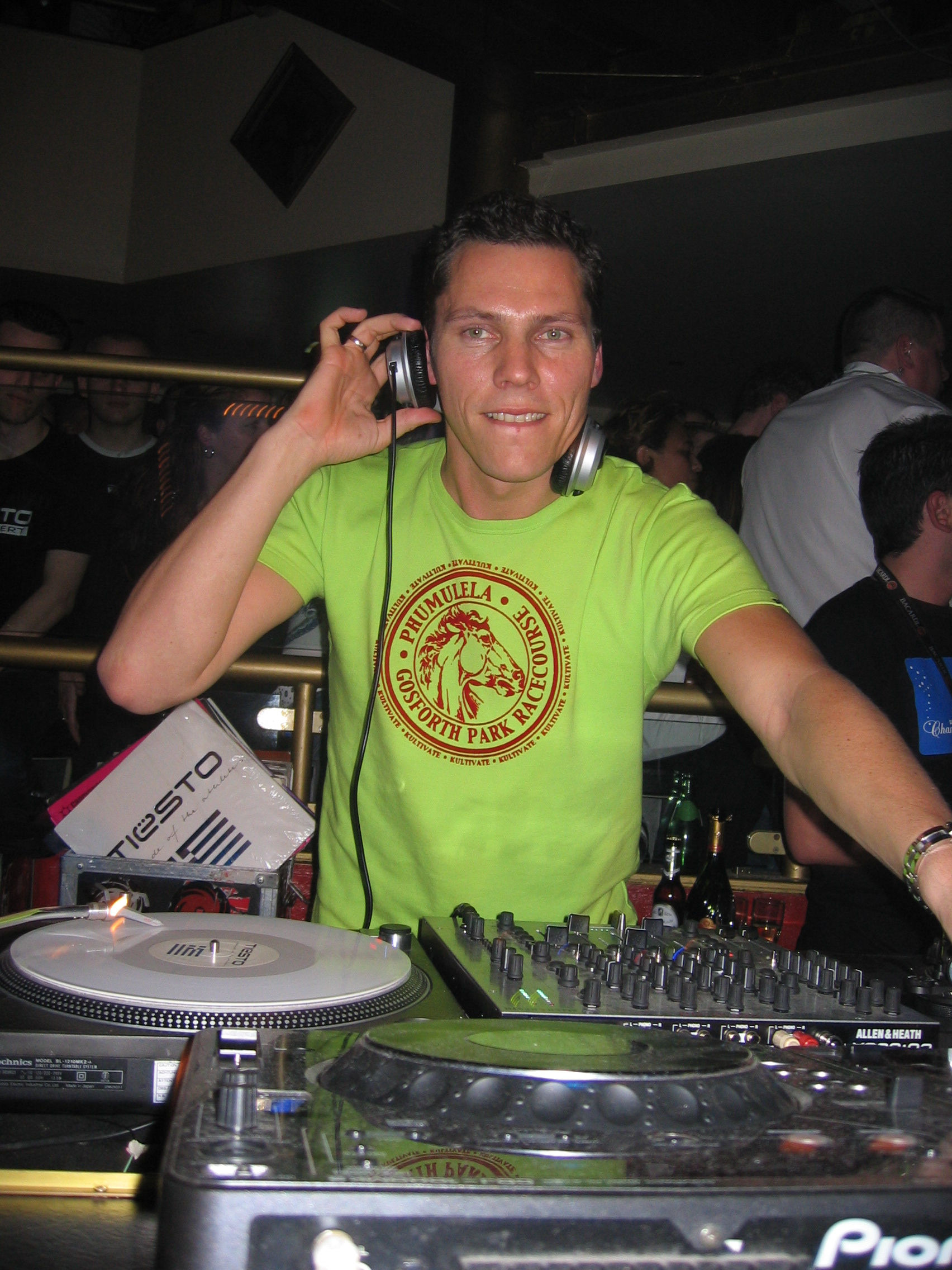
O disc jockey (DJ) holandês Tiësto foi o único artista a posicionar mais de um disco no topo da parada em 2012.

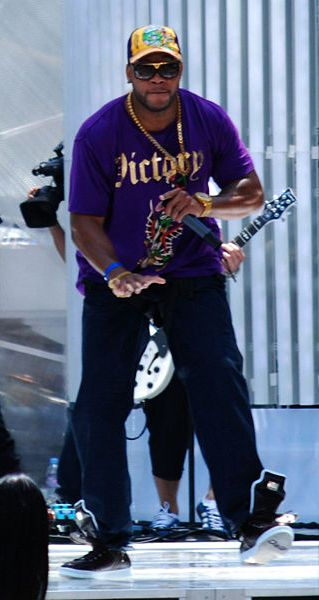
Wild Ones do rapper Flo Rida encerrou o ciclo do ano da classificação em sua quinta semana não-consecutiva.

| Data            | Álbum                                       | Artista                 | Referências |
| --------------- | ------------------------------------------- | ----------------------- | ----------- |
| 7 de janeiro    | Sorry for Party Rocking                     | LMFAO                   | [ 2 ]       |
| 14 de janeiro   | Sorry for Party Rocking                     | LMFAO                   | [ 3 ]       |
| 21 de janeiro   | Sorry for Party Rocking                     | LMFAO                   | [ 4 ]       |
| 28 de janeiro   | Sorry for Party Rocking                     | LMFAO                   | [ 5 ]       |
| 4 de fevereiro  | Sorry for Party Rocking                     | LMFAO                   | [ 6 ]       |
| 11 de fevereiro | Bangarang                                   | Skrillex                | [ 7 ]       |
| 18 de fevereiro | Sorry for Party Rocking                     | LMFAO                   | [ 8 ]       |
| 25 de fevereiro | Sorry for Party Rocking                     | LMFAO                   | [ 9 ]       |
| 3 de março      | Sorry for Party Rocking                     | LMFAO                   | [ 10 ]      |
| 10 de março     | Sorry for Party Rocking                     | LMFAO                   | [ 11 ]      |
| 17 de março     | Sorry for Party Rocking                     | LMFAO                   | [ 12 ]      |
| 24 de março     | Sorry for Party Rocking                     | LMFAO                   | [ 13 ]      |
| 31 de março     | Sorry for Party Rocking                     | LMFAO                   | [ 14 ]      |
| 7 de abril      | Sorry for Party Rocking                     | LMFAO                   | [ 15 ]      |
| 14 de abril     | MDNA                                        | Madonna                 | [ 16 ]      |
| 21 de abril     | MDNA                                        | Madonna                 | [ 17 ]      |
| 28 de abril     | MDNA                                        | Madonna                 | [ 18 ]      |
| 5 de maio       | MDNA                                        | Madonna                 | [ 19 ]      |
| 12 de maio      | Club Life: Volume Two Miami                 | Tiësto                  | [ 20 ]      |
| 19 de maio      | Master of My Make-Believe                   | Santigold               | [ 21 ]      |
| 26 de maio      | Master of My Make-Believe                   | Santigold               | [ 22 ]      |
| 2 de junho      | Bangarang                                   | Skrillex                | [ 23 ]      |
| 9 de junho      | Bangarang                                   | Skrillex                | [ 24 ]      |
| 16 de junho     | Magic Hour                                  | Scissor Sisters         | [ 25 ]      |
| 23 de junho     | Bangarang                                   | Skrillex                | [ 26 ]      |
| 30 de junho     | In Our Heads                                | Hot Chip                | [ 27 ]      |
| 7 de julho      | Evolution                                   | Blood on the Dancefloor | [ 28 ]      |
| 14 de julho     | Bangarang                                   | Skrillex                | [ 29 ]      |
| 21 de julho     | Wild Ones                                   | Flo Rida                | [ 30 ]      |
| 28 de julho     | Wild Ones                                   | Flo Rida                | [ 31 ]      |
| 4 de agosto     | Wild Ones                                   | Flo Rida                | [ 32 ]      |
| 11 de agosto    | Bangarang                                   | Skrillex                | [ 33 ]      |
| 18 de agosto    | Bangarang                                   | Skrillex                | [ 34 ]      |
| 25 de agosto    | Now That's What I Call Party Anthems        | Vários artistas         | [ 35 ]      |
| 1 de setembro   | Now That's What I Call Party Anthems        | Vários artistas         | [ 36 ]      |
| 8 de setembro   | Bangarang                                   | Skrillex                | [ 37 ]      |
| 15 de setembro  | Bangarang                                   | Skrillex                | [ 38 ]      |
| 22 de setembro  | Bangarang                                   | Skrillex                | [ 39 ]      |
| 29 de setembro  | Bright Black Heaven                         | Blaqk Audio             | [ 40 ]      |
| 6 de outubro    | Lindsey Stirling                            | Lindsey Stirling        | [ 41 ]      |
| 13 de outubro   | Album Title Goes Here                       | deadmau5                | [ 42 ]      |
| 20 de outubro   | Album Title Goes Here                       | deadmau5                | [ 43 ]      |
| 27 de outubro   | Album Title Goes Here                       | deadmau5                | [ 44 ]      |
| 3 de novembro   | Album Title Goes Here                       | deadmau5                | [ 45 ]      |
| 10 de novembro  | Until Now                                   | Swedish House Mafia     | [ 46 ]      |
| 17 de novembro  | 18 Months                                   | Calvin Harris           | [ 47 ]      |
| 24 de novembro  | 18 Months                                   | Calvin Harris           | [ 48 ]      |
| 1º de dezembro  | An Omen                                     | How To Destroy Angels   | [ 49 ]      |
| 8 de dezembro   | Wild Ones                                   | Flo Rida                | [ 50 ]      |
| 15 de dezembro  | Dance (RED) Save Lives: Presented by Tiësto | Tiësto                  | [ 51 ]      |
| 22 de dezembro  | Dance (RED) Save Lives: Presented by Tiësto | Tiësto                  | [ 52 ]      |
| 29 de dezembro  | Wild Ones                                   | Flo Rida                | [ 53 ]      |